# Карл фон Рок
Карл Жером Крістіан Георг Курт фон Рок (нім. Karl Jerome Christian Georg Kurt von Roques; 7 травня 1880, Франкфурт-на-Майні — 24 грудня 1949, Ландсберг-ам-Лех) — німецький офіцер, генерал піхоти вермахту. Кавалер Німецького хреста в сріблі.

## Біографія
Карл фон Рок народився в родині потомствених дворян, чий рід емігрував з Франції після скасування Нантського едикту. Його батько, піхотний офіцер Теодор фон Рок, дослужився до звання генерал-майора. У травні 1899 року, через 2 дні після отримання атестата зрілості, Карл вступає на військову службу фанен-юнкером Кассельского піхотного полку. Через півтора року отримав звання лейтенанта, в 1905 році став полковим ад'ютантом, а потім 3 роки навчався в Прусської військової академії.
Першу світову війну фон Рок зустрів гауптманом Великого німецького генерального штабу. Закінчення війни застав у військовому міністерстві, куди його перевели через хворобу, і де він залишався деякий час і після падіння монархії. Після демобілізації армії продовжив службу в рейхсвері. Фон Рок переводився з гарнізону в гарнізон, в 1931 році став генерал-майором і командиром піхотної дивізії в Алленштайні. Але оскільки в обмеженій Версальським договором німецькій армії просто не було достатньо посад для вищого командного складу, в січні 1933 року він змушений покинути дійсну військову службу, одночасно будучи підвищеним до генерал-лейтенанта.
Незабаром після приходу до влади Гітлера фон Рок отримує посаду в Імперському союзі протиповітряної оборони, організаційно підлеглому Імперському міністерству авіації, який об'єднав у своїх рядах до 15 млн. членів. Там він став спочатку віце-президентом, а потім і президентом, пост зберігав до травня 1939 року. З початком Другої світової війни фон Рок знову призваний на військову службу і отримав під своє командування 142-гу піхотну дивізію, яка була в процесі формування, а після Французької кампанії займався підготовкою охоронних батальйонів, дислокованих в Бельгії.
15 березня 1941 року, під час підготовки до операції «Барбаросса», Гітлер призначив фон Рока командувачем тилового району групи армій 103 (в майбутньому — група армій «Південь»), а 1 липня підвищив його до генерала піхоти. У вересні-жовтні фон Рок паралельно командував угрупуванням військ, в яке, серед іншого, входили італійські та угорські частини, що мало завдання утримання позицій на закруті Дніпра. З початком наступу на Кавказ група армій «Південь» була розділена на дві частини, і фон Рок очолив тиловий район групи армій «А». Однак уже в грудні 1942 року в рамках «омолодження» командного складу вермахту він переводиться в резерв, а в березні наступного року остаточно звільняється з військової служби.
Після закінчення війни він виявляється в американській зоні окупації і постав як підсудний на Нюрнберзькому процесі у справі військового командування Німеччини, на якому був засуджений до 20 років позбавлення волі. У зв'язку з погіршенням стану здоров'я в травні 1949 року фон Рок переведений з Ландсбергській в'язниці для військових злочинців в шпиталь Нюрнберга, де після двох проведених операцій помер 24 грудня 1949 року. Похований на кладовищі в Касселі поруч зі своєю першою дружиною Кароліною (1882—1935); там же тепер спочиває і друга дружина фон Рока, Марія Гертруда (1893—1969), з якою він одружився в 1936 році.

### Командувач тиловими районами групи армій
Фон Рок, який довго залишався далеко від бойових дій, з великим піднесенням зустрів своє призначення командувачем тилового району групи армій, відзначаючи, що тепер його «найсміливіші військові мрії збулися» і що він «гордий і щасливий» у віці 61 року знову брати участь у військовій кампанії.
На новій посаді він безпосередньо підпорядковувався командувачу групою армій «Південь» фон Рундштедту, а зона його відповідальності простягалася на сході до тилових районів діючих армій, а на заході до територій, які перебували під адміністративним управлінням рейху (утвореного 20 серпня 1941 року імперського комісаріату Україна). У міру «умиротворення» окремі області передавалися під контроль цивільних адміністрацій: як, наприклад, 1 серпня сталося зі Східною Галичиною. У вересні 1941 року територія, підконтрольна фон Року, досягала 330-390 тис. Км², що відповідає площі всієї сучасної Німеччини.
Для виконання покладених на нього завдань з управління окупованими районами, підтримці в них спокою і порядку, а також забезпечення збереження залізниць і головних ліній постачання фронту в своєму безпосередньому розпорядженні фон Рок мав 20-30 тисяч чоловік особового складу, в тому числі охоронні дивізії 213, 444 і 454 (а всього в його зоні відповідальності діяло понад 200 тисяч осіб, включаючи прикомандировані частини СС і СД). У перші дні війни, коли тиловий район групи армій ще яке територіально не оформився, військам, підлеглим фон Року (і в їх числі словацькій «Швидкій дивізії»), нерідко доводилося брати участь і в безпосередніх бойових діях з підрозділами Червоної армії.
14 липня він видав наказ, за яким з цивільними особами, затриманими за підозрою в приналежності до Червоної армії і які заперечують це, потрібно поводитися як з партизанами (тобто розстрілювати). У цьому ж місяці, намагаючись залучити до співпраці українців як одну з «надійних» етнічних груп, він розпорядився брати в заручники тільки росіян та євреїв, допустив створення неозброєної української міліції [7], а саму Україну називав життєвим простором дружнього народу. Інший його наказ, від 23 серпня, був спрямований на боротьбу з партизанами: «Якщо можна припустити участь широких кіл населення або якщо знайдено склад зброї, то за наказом офіцера в чині не нижче командира батальйону слід провести масові каральні заходи, наприклад масові розстріли, а також часткове або повне спалення сіл ... Міркування безпеки військ, враховуючи особливості російських умов, вимагають від кожного командира нещадних дій.»
Відносно єврейського населення фон Роком було видано відразу кілька директив, згідно з якими його представники в обов'язковому порядку повинні були носити пов'язку із зіркою Давида, звільнялися з усіх державних установ, платили контрибуцію і використовувалися для примусової праці, утримувались в гетто і отримували пайки нижчі, ніж інша частина населення, їх релігійні служби заборонялися, а предмети культу конфісковували. 
28 липня фон Рок розпорядився заборонити будь-яка участь підлеглих йому частин вермахту в єврейських погромах і піддати «заслуженому покаранню» помічених в них військовослужбовців. Оскільки розстріли єврейського населення солдатами і офіцерами ввірених йому підрозділів тривали і далі, у вересні він був змушений підписати ще один наказ такого ж змісту. Однак, забороняючи активну участь у стратах військовослужбовців вермахту, фон Рок одночасно наказував всіляко сприяти при транспортуванні, розквартируванні, оточенні і забезпеченні пайками частинам СД, які займалися подібними акціями.

### Карл фон Рок на Нюрнберзькому процесі
Карл фон Рок виявився єдиним командувачем тиловими районами групи армій, залученими до відповідальності за свою діяльність на цій посаді. Всі інші, в тому числі який його наступник Еріх Фрідерікі і його двоюрідний брат Франц фон Рок, який очолював тил групи армій «Північ», не понесли ніякого покарання. Цей факт додавав Карлу фон Року, переконаному, що «кожен з нас не робив нічого, крім свого обов'язку», ще більше впевненості у своїй невинності. При цьому можна відзначити, що він ніколи не був членом нацистської партії і вважав себе переконаним протестантом.
У матеріалах суду щодо фон Рока було відзначено, що він несе відповідальність за дії підлеглих йому підрозділів, а також за дії інших установ, що діяли в його районі, які були злочинними і які вони могли виконуватись тільки з його згоди і схвалення. Тисячі так званих партизанів, функціонерів, євреїв та комісарів були страчені на території, підконтрольній фон Року, за обставин, які не можуть залишити сумнівів у тому, що вони були здійснені з його відома, згоди або схвалення. На доказ наводилися численні випадки, підтверджені різними доповідями, як, наприклад, розстріл 73 полонених червоноармійців, страта 13 втікачів, а також вбивство або смерть від виснаження понад 1000 радянських військовополонених на марші в один з таборів військовополонених. А висока смертність від антисанітарії і браку продовольства серед військовополонених, що утримувалися в чотирьох таборах, ввірених фон Року, зайвий раз показувала, що «він з великою зневагою ставився до виконання своїх обов'язків, накладених нормами міжнародного права, передбачених Женевською і Гаазькою конвенціями» .
За підсумками процесу фон Рок був визнаний винним по розділах звинувачення II і III (Військові злочини і злочини проти людяності: злочини проти комбатантів противника і військовополонених, а також злочини проти цивільних осіб) і засуджений до 20 років позбавлення волі. Помер в тюремному лазареті.

## Звання
- Фанен-юнкер (9 березня 1899)
- Лейтенант (18 серпня 1900) — патент від 30 січня 1900 року.
- Оберлейтенант (18 жовтня 1909)
- Гауптман (1 жовтня 1913)
- Майор (18 травня 1918)
- Оберстлейтенант (1 серпня 1924)
- Оберст (1 лютого 1928)
- Генерал-майор (1 травня 1931)
- Генерал-лейтенант (1 травня 1936)
- Генерал зенітних військ запасу (30  червня 1939)
- Генерал піхоти до розпорядження (1 липня 1940)

## Нагороди
- Залізний хрест 2-го і 1-го класу
- Орден Вюртемберзької корони, лицарський хрест з мечами
- Медаль «За відвагу» (Гессен)
- Військовий Хрест Фрідріха (Ангальт)
- Хрест «За заслуги у війні» (Саксен-Мейнінген)
- Орден «За заслуги» (Вальдек)
  - 4-го класу
  - 4-го класу з мечами
- Хрест «За військові заслуги» (Австро-Угорщина) 3-го класу з військовою відзнакою
- Хрест «За вислугу років» (Пруссія)
- Орден Святого Йоанна (Бранденбург), почесний лицар
- Почесний хрест ветерана війни з мечами
- Медаль «За вислугу років у Вермахті» 4-го, 3-го, 2-го і 1-го класу (25 років)
- Почесний знак Німецького Червоного Хреста 1-го класу
- Почесний знак протиповітряної оборони 1-го ступеня (20 квітня 1938)
- Застібка до Залізного хреста 2-го класу
- Хрест Воєнних заслуг 2-го і 1-го класу з мечами
- Орден Хреста Перемоги 3-го класу (Словаччина)
- Німецький хрест в сріблі (14 лютого 1943)